# 문맥
문맥(context) 또는 맥락은 언어학, 사회학에서 핵심이 되는 사건 주변의 실체로서, 보통은 소통의 사건과 관련된다. 문맥은 사건 주변의 프레임이며 적절한 해석을 위해 자원을 제공한다. 그러므로 특정 프레임 안에서 핵심이 되는 일부 사건과 관련해서만 정의가 가능한 상대적인 개념이다.

## 같이 보기
- 문맥 의존 언어
- 직시